# 池江璃花子 ハタチの決意
「池江璃花子 ハタチの決意」（いけえりかこ ハタチのけつい）は、NHK総合テレビで2021年1月10日21:00 - 21:50に『NHKスペシャル』で放送されたスポーツドキュメンタリー番組。

## 概要
前年5月9日に放送された「ふり向かずに 前へ 池江璃花子 19歳」に続く競泳選手・池江璃花子の密着ドキュメント第2弾。
コロナ禍を前に進み出そうとする2021年の新成人たち。池江もその一人だ。白血病からの再起を目指す日々を1年間記録。驚異的なスピードでレース復帰を果たすなど順風満帆に見えるが、私たちが目の当たりにしたのは想像を絶する孤独な闘い。「今の泳ぎを見られるのが恥ずかしい」。肉体的にも精神的にも失ったものの大きさに直面しながら、今の自分だからこそできることを探し続けた池江自身のハタチの決意に迫る。

## 出演
- 池江璃花子
- 和久田麻由子（NHKアナウンサー） - ナレーター

## 再放送
- 2021年1月13日 0:30 - 1:19（1月12日深夜）